# Henry Condell
Henry Condell (baptisé en 1576 – mort en décembre 1627) était un acteur de la période élisabéthaine appartenant à la troupe du roi (en), pour laquelle Shakespeare écrivait. Avec John Heminges, il a joué un rôle important dans l'histoire du théâtre en éditant en 1623 le Premier Folio, recueil des pièces de Shakespeare, évitant ainsi que certaines, encore jamais publiées, tombent dans l'oubli.

## Biographie

### Jeunesse
On ne connaît presque rien de la jeunesse de Condell. Il semble qu'il soit originaire d'Est-Anglie, car son testament mentionne un certain cousin Gilder originaire de New Buckenham. Le seul Henry Condell découvert à ce jour, à une date qui correspond, est le fils d'un poissonnier, un certain Robert Condell de la paroisse de St Peter Mancroft à Norwich, et de sa femme, Joan, née Yeomans, de New Buckenham, un bourg proche de la ville de Norwich. Leur fils, Henry Condell, est baptisé à l'église St Peter le 5 septembre 1576.

### Carrière d'acteur
La première apparition de Henry Condell dans l'histoire du théâtre repose sur la conjecture qu'il serait le « Harry », qui, dans la seconde partie de la pièce de Tarlton, Seven Deadly Sins (« Les Sept péchés capitaux »), joué par la troupe de lord Strange vers 1590, interprète le rôle de Ferrex dans l'Envie et celui d'un lord dans la Luxure. Si cette identification proposée par George Steevens est vraie, il est alors un enfant-acteur faisant partie de la même troupe que John Heminges, Augustine Phillips et Christopher Beeston.
Il reste sans doute avec la troupe de lord Strange jusqu'à ce qu'elle devienne celle de lord Chamberlain, car il appartient à cette dernière troupe  en 1598, quand elle joue Every Man in his Humor, le nom de Condell apparaissant dans la liste des « principaux acteurs » jointe au texte du folio de 1616 de Jonson. C'est la première note explicite de sa présence au théâtre comme acteur. Toujours avec cette troupe, il a un rôle dans Every Man out of his Humor, représentée en 1599. En 1603, la troupe passe sous le patronage du roi Jacques Ier devenant la troupe du roi. Condell figure dans la patente accordée le 19 mai 1603 à cette nouvelle troupe, le sixième sur neuf noms. Il y occupera toute sa vie une place prépondérante.
On retrouve alors son nom en de multiples occasions : sur la liste de la procession du 15 mars 1604, sur la patente du 27 mars 1619 où il est cité en troisième place, sur les listes d'attribution des livrées du 19 mai 1619 et du 7 avril 1621, sur la liste des acteurs participant à la procession funèbre du roi Jacques Ier le 7 mai 1625, sur la patente du 24 juin 1625 où il est cité en seconde position, et enfin dans la liste des acteurs figurant dans l'édition Premier Folio des œuvres de Shakespeare. Dans l'introduction ajoutée par John Webster à la pièce de Marston, The Malcontent (1604), Condell est présenté sous sa propre identité, ainsi que Richard Burbage et John Lowin (en), tandis que William Sly (en) joue le rôle d'un jeune amateur de théâtre et John Sinklo (en) fait le fils de Mr. Doomsday.
Le Théâtre du Globe est détruit par un incendie le 29 juin 1613 lors d'une représentation de Henri VIII de Shakespeare, et Condell est mentionné dans une ballade du moment, intitulée A Sonnet upon the pitiful burning of the Globe playhouse in London (« Un sonnet sur le triste incendie du théâtre du Globe à Londres »). Burbage et Heminges y sont cités aussi, mais pas Shakespeare :
- Some lost their hats and some their swords,
- Then out ran Burbage too:
- The reprobates, thoughe druncke on munday,
- Prayd for the Foole and Henry Condye.
- Oh sorrow[9]...
- Certains perdent leurs chapeaux, d'autres leurs épées,
- Puis Burbage sort lui aussi en courant,
- Les vauriens, bien que saouls le lundi,
- Prient pour le Clown et Henry Condye.
- Oh tristesse...

Les testaments de ses camarades démontrent qu'il est tenu en haute estime par eux. Augustine Philips, dans son testament de 1605, lui laisse 30 shillings en or ; Alexander Cooke (en), dans le sien en 1614, le nomme son mandataire ; Shakespeare, en 1616, lui lègue un anneau souvenir en l'appelant son camarade ; Nicholas Tooley (en), en 1623, le nomme exécuteur et légataire universel, attribuant à sa femme et à sa fille, Elizabeth, de l'argent ; John Underwood (en), en 1625, le désigne également comme exécuteur testamentaire.
Condell se marie le 24 octobre 1596 à Londres à la paroisse de St Laurence Pountney (en), avec Elizabeth Smart (morte en 1635), seul enfant de John Smart, gentleman du Strand. Ils s'installent apparemment à St Mary Aldermanbury (en), la paroisse où habite également Heminges. Tout comme ce dernier, Condell sert comme marguillier dans cette église. Les registres de la paroisse permettent de suivre, entre 1599 et 1614 la naissance de ses neuf enfants, dont seulement trois atteindront l'âge adulte. Ces trois enfants sont : Elizabeth (baptisée le 26 octobre 1606), Henry (baptisé le 6 mai 1610, mort en 1630) et William (baptisé le 26 mai 1611),.
Plus tard, Condell achète une maison à la campagne, à Fulham. En 1625, la peste faisant rage à Londres et les théâtres étant de ce fait fermés, certains acteurs partent en tournée en province. Thomas Dekker écrit alors une satire mordante contre ce qu'il appelle les fuyards, intitulée A Rod for Run-aways (« Une trique pour les fuyards »). Le 10 septembre 1625, un pamphlet, intitulé The Run-awayes Answer to a Booke called A Rodde for Runne-awayes (« la Réponse des fuyards »), est écrit par quelques acteurs en tournée en province, qui se plaignent d'avoir été assaillis avec furie par Dekker. Ce pamphlet est dédié à « notre très respecté et très méritant ami, H. Condell, dans sa maison de campagne de Fulham », qui les a reçus de manière royale avant leur départ en tournée. La dédicace montre les bons termes qui existent entre lui et ses collègues, ainsi que l'hospitalité qu'il leur offre. Les acteurs expriment leur gratitude pour son accueil généreux et désintéressé lorsqu'ils se déplacent en province.
Le 13 décembre 1627, « malade de corps, mais sain d'esprit et de mémoire », il rédige son testament dans sa maison de Fulham. Il nomme comme témoins, entre autres, John Heminges et Curhbert Burbage. Il désigne sa femme, Elizabeth, comme sa seule exécutrice testamentaire. Il lui lègue, ainsi qu'à ses fils, Henry et William, et à sa fille, Elizabeth, femme de Herbert Finch, beaucoup de biens à Aldermanbury et ailleurs à Londres, ainsi que des rentes et des bénéfices issus de propriétés, de maisons et d'appartements situés aux Blackfriars et à Southwark, quartiers où se trouvent les deux théâtres de sa compagnie. Il n'oublie pas sa vieille servante, Elizabeth Wheaton, à qui il laisse 40 shillings, ainsi que le libre accès aux théâtres des Blackfriars et du Globe, qu'elle pratique déjà et qu'elle apprécie.

### Mort
Condell est enterré le 29 décembre 1627 à St Mary Aldermanbury, comme sa femme le 3 octobre 1635.

## Participation à la troupe
Condell n'a pas fait partie des premiers actionnaires du Théâtre du Globe, lorsqu'en 1599 le capital nécessaire à la construction du bâtiment est avancé par les frères Burbage, Shakespeare et quelques acteurs. Mais par la suite, Condell en acquiert une part, et en 1608, il est parmi les premiers actionnaires du Théâtre des Blackfriars avec les frères Burbage, Shakespeare, Heminges, William Sly et l'écrivain public, Henry Evans. Des documents de 1635 montrent que sa veuve possède 4 seizièmes du Globe et un huitième des Blackfriars, mais elle remet deux seizièmes du Globe quand Taylor et Lowin entrent comme actionnaires,
Condell apparaît souvent dans la liste des acteurs, mais, à une exception près, on ne sait pas quels rôles il a tenus. Dans la troupe du roi, on sait qu'il a participé à Sejanus (en) en 1603, Volpone en 1605, The Alchimist en 1610 et Catiline en 1611, toutes quatre de Ben Jonson, le rôle du Cardinal dans The Duchess of Malfi de John Webster vers 1611, ainsi qu'aux pièces de Beaumont et Fletcher : The Captain vers 1612, Valentinian entre 1611 et 1614, Bonduca vers 1613, The Queen of Corinth vers 1617, The Knight of Malta vers 1618, The Mad Lover vers 1618, The Loyal Subject en 1618, et The Humourous Lieutenant vers 1619. Cette liste semble indiquer qu'il quitte la scène vers 1619.

## Édition des œuvres de Shakespeare
Sa plus grande contribution à l'histoire du théâtre est son travail d'éditeur avec Hemminges, aboutissant à la publication en 1623 du Premier Folio, groupant des œuvres de Shakespeare sept ans après la mort de celui-ci. Cet ouvrage réunit 36 pièces de théâtre, 18 déjà publiées et 18 non encore publiées. Sans ce travail d'édition, certaines pièces, qui n'avaient encore jamais été publiées, auraient pu être perdues. Shakespeare est effectivement mort en ne se souciant absolument pas du sort de son œuvre, ne corrigeant pas même les pièces qui avaient été publiées de son vivant. Pour commémorer cette initiative, un mémorial leur rendant hommage a été dressé en juillet 1896 à St Mary Aldermanbury avec l'inscription : « À la mémoire de John Heminge et de Henry Condell, acteurs et amis proches de Shakespeare. Ils ont longtemps habité la paroisse et sont enterrés ici. Grâce à leurs efforts désintéressés, le monde leur doit tout ce qu'il appelle Shakespeare. Ils ont recueilli seuls ses écrits théâtraux, sans se soucier des coûts financiers et sans espérer en faire du profit, et ils les ont légués au monde. Pour cela, ils méritent la gratitude de l'humanité ».